# Mahariši Maheš Jógi
Mahariši Maheš Jógi (12. ledna 1918 Džabalpur, Britská Indie jako Maheš Prasad Varma – 5. února 2008 Vlodrop, Nizozemsko) byl filosof v oblasti humanitní a védské filosofie s hlavním důrazem na oblast vědomí. Zaměřil se na obnovu a oživení védského vědění a védských technologií. Podporoval a udržoval védské tradice a navrhoval začlenění poznatků védské filosofie do moderního západního poznání. Na základě vlastního výkladu védského myšlení navrhl způsob vzdělávání založený na plném rozvoji lidského a sociálního potenciálu a použil ho v inovačním systému "Vzdělávání pro rozvoj vědomí". Tento systém je praktikován na některých školách v Indii, Spojených státech amerických a Číně.
Je zakladatelem programu Transcendentální meditace, rozvojové měny Rám Mudra, programu na odstranění chudoby, programu na odstranění konfliktů a válek a dalších globálně prospěšných programů, o nichž informují pravidelné video-konference .
Přes padesát let veřejného života (1957-2008) věnoval uskutečnění vytyčených cílů, které ohlašoval každoročně 12. ledna. V lednu 2008 oznámil naplnění a ukončení svého poslání. Uvedl, že byly položeny nezvratné základy pro trvalý mír a nepřemožitelnost a udržitelný rozvoj každé země. Inauguroval rok 2008 jako "Rok nepřemožitelnosti" a založil "Brahmanand Saraswati Trust", jenž je základem pro další růst pozitivních trendů ve světě prostřednictvím aplikace védských mírových technologií 

## Život a dílo
Narodil se v roce 1917 a v roce 1939 se stal žákem Guru Déva , který byl v letech 1941 až 1953 Šankaračhárja (nejvyšší duchovní) klášteru Džjotir Math v indickém Himálaji a přímým pokračovatelem tradice védských zřeců z dávné minulosti.
Od Maharišiho první návštěvy západního světa v roce 1958  uplynulo již 50 let a jeho technika pro rozvoj duchovního potenciálu se mezitím rozšířila do více než 180 zemí celého světa, mimo jiné i do České republiky. V letech 1982 až 1989 se Mahariši soustředil na výklad všech aspektů védské literatury, které jsou nyní veřejně dostupné  Od roku 1990 koordinoval všechny aktivity ze svého evropského rezidenčního sídla ve Vlodropu (Nizozemsko).

### Seberealizace
| Uspořádání védské literatury podle Mahariši Maheše Jógi | Uspořádání védské literatury podle Mahariši Maheše Jógi | Uspořádání védské literatury podle Mahariši Maheše Jógi |
| Rk véda sanhitá                                         | Rk véda sanhitá                                         | Rk véda sanhitá                                         |
| rši dévatá ččhanda                                      | rši dévatá ččhanda                                      | rši dévatá ččhanda                                      |
| ------------------------------------------------------- | ------------------------------------------------------- | ------------------------------------------------------- |
| Sáma véda                                               | Jadžur véda                                             | Atharva véda                                            |
| Védángy                                                 |                                                         |                                                         |
| Šikšá                                                   | Kalp                                                    | Vjákaran                                                |
| Džjótiš                                                 | Ččhand                                                  | Nirukt                                                  |
| Upángy                                                  |                                                         |                                                         |
| Njája                                                   | Vaišéšik                                                | Sánkhja                                                 |
| Védánt                                                  | Mímánsá                                                 | Jóga                                                    |
| Upa-védy                                                |                                                         |                                                         |
| Gandharva véda                                          | Dhanur véda                                             | Stapathja véda                                          |
| Kášjap sanhitá                                          | Bhel sanhitá                                            | Háríta sanhitá                                          |
| Ájur-véda sanhitá                                       |                                                         |                                                         |
| Čharak                                                  | Sušruta                                                 | Vágbhatt                                                |
| Bháva-prakáš                                            | Šárngadhar                                              | Mádhav-nidán                                            |
| Bráhmany                                                |                                                         |                                                         |
| Upanišad                                                | áranjak                                                 | Bráhmana                                                |
| Smrti                                                   | Purán                                                   | Itihás                                                  |
| Prátišákhji                                             |                                                         |                                                         |
| Rk véda                                                 | Šukl-jadžur véda                                        | Atharva véda                                            |
| Pušpa sútram                                            | Taittiríja                                              | Čaturadhjáji                                            |

Své klasické vzdělání ukončil na univerzitě v Allahábád v roce 1942, kde získal akademický titul v přírodních vědách. Od roku 1941 do roku 1953 absolvoval dvanáctileté školení u svého učitele , který ho zasvětil do vědění o seberealizaci na základě védské filosofie. Po odchodu od svého guru zůstal pár let v Himálaji o samotě v kontemplaci. Když dospěl k přesvědčení o všeobecné užitečnosti a prospěšnosti véd pro vyřešení současných problémů světa, začal cestovat. Nejprve po Indii a poté po celém světě předával vědění z védské tradice .

### Veřejné působení
Počátky Maharišiho veřejného působení jsou spjaty se založením hnutí Spiritual Regeneration Movement v roce 1957 v Indii. Prostředkem k uskutečnění duchovní regenerace je vzdělávací program - technika Transcendentální meditace, která kultivuje a rozvíjí vědomí. Již v prvních letech svého mezinárodního působení formuloval svoje poslání do 7 cílů: 1. rozvinutí plného potenciálu člověka, 2. realizace nejvyššího ideálu vzdělání, 3. odstranění problému zločinnosti, 4. ekologické využívání prostředí, 5. naplnění ekonomických cílů společnosti, 6. zlepšení dosažení vlád v souladu s potřebami lidu a přírodními zákony, 7. dosažení duchovních cílů lidstva.
Ve svém veřejném působení vstoupil i do otevřené komunikace s populárními osobnostmi, včetně členů hudební skupiny Beatles. Ti byli zpočátku nadšeni především transcendentální meditací. V roce 1968 strávila skupina Beatles u Maharišiho několik týdnů, což vedlo k určitému rozčarování. Hudebníci byli svědky nevázanosti uznávaného guru především v oblasti stravování a vztahů s mladými dívkami.

### Publikace a výzkum
Knižní publikační činnost zahájil v šedesátých letech v angličtině, kdy napsal knihu Věda o Bytí a umění žití, Transcendentální meditace  a Bhagavad Gitu, nový překlad a komentář k 1.-6.kapitole. Poté následovaly desítky dalších publikací  a videoprojekcí s přednáškami a kurzy. Inspiroval vědecký výzkum a ověření účinků védských technologií a védských programů na optimalizaci zdraví (stres management) a transformaci konfliktů a válek do míru. Navrhoval začlenění aspektů védské filosofie do některých vědních oborů. První vědecká práce o fyziologických účincích programu TM od R. K. Wallace byla publikována v roce 1970  Ke dnešnímu dni bylo vypracováno přes 600 vědeckých prací v 250 institutech a univerzitách ve 33 zemích. Byly publikovány ve 100 odborných časopisech a shrnuty v 7 sbornících, a dalších védských programů na zlepšování komplexního zdravotního stavu, systematické zlepšování profilu osobnosti, rozvíjení plného lidského potenciálu, posílení soudržnosti společnosti, odstranění násilí  a dalších nežádoucích trendů 

### Védské programy
Více než padesát let svého života přednášel, vyučoval, cestoval a průběžně usiloval o záchranu a rekonstrukci véd, védských technologií a védských tradic. Oživil védský kalendář  a pro praktické dosažení dokonalosti v jednotlivých oblastech individuálního a společenského života zrekonstruoval 40 celků véd . Vyprojektoval a zpřístupnil konkrétní programy v oblasti zdraví , vzdělání , státní správy , vědy , práva , ekonomiky , managementu , obrany , zemědělství , architektury , astrologie , kultury  a hudby .

### Mediální konference
Některé jeho veřejné projevy  a globální mediální konference je možné sledovat v angličtině na Maharishi's Great Global Events, vysílané týdně od roku 2004 po satelitu a internetu a moderované jedním z jeho nejbližších spolupracovníků doktorem Johnem Hagelinem, fyzikem a zakladatelem spolku Global Union of Scientists for Peace a autorem knihy Manual for a Perfect Government.

### Vzdělávací struktury
V roce 1971 Mahariši založil ve Spojených státech amerických mezinárodní universitu "Maharishi International University", která se dnes jmenuje "Maharishi University of Management"  a patří mezi jeho nejznámější vzdělávací instituce. Tato universita realizuje inovační systém - Vzdělání pro rozvoj vědomí. Během 50 let svého působení ustanovil globální network  universit, škol  a dalších vzdělávacích středisek po celém světě.
V roce 1998 založil otevřenou universitu  s globální sítí 8 satelitů, které vysílají v několika jazycích 24 hodin denně vzdělávací a kulturně-vzdělávací programy. V roce 2000 založil "Globální zemi světového míru"  - zemi bez hranic pro všechny mírumilovné lidi jako další strukturu pro vzdělávací a mírové aktivity.

### Maharišiho odkaz
Následníkem do čela Globální země světového míru byl jmenován prof. dr. T. Nader s titulem Maharádža Nader Rám , prezident Maharišiho mezinárodních universit, spolu s kongresem rádžů (globálních správců) a dvanácti ministry Globální země světového míru. Ti pokračují v Maharišiho práci a realizují dále transfer a aplikaci nových všeobecně prospěšných a praktických poznatků. Na sklonku života Mahariši vyjádřil svou vizi a přesvědčení o skvělé budoucnosti lidstva, popřál světu trvalý světový mír, štěstí, blahobyt a osvícení  a jako vždy projevil svou vděčnost a poděkování svému mistru Guru Dévu .